# 대한민국 형법 제294조
대한민국 형법 제294조는 약취, 유인 및 인신매매죄 미수범에 대한 형법각칙의 조문이다. 미수범을 처벌하며 대한민국 영역 밖에서 죄를 범한 외국인에게도 적용한다.

## 조문
제294조(미수범) 제287조부터 제289조까지, 제290조제1항, 제291조제1항과 제292조제1항의 미수범은 처벌한다.
[전문개정 2013.4.5]

## 참고 문헌
- 김재윤(학원인), 손동권 저, 새로운 형법각론, 율곡출판사, 2013. ISBN 9788997428342

## 같이 보기
- 대한민국 형법 제287조의 미성년자약취유인죄
- 대한민국 형법 제288조의 추행 등 목적 약취, 유인죄
- 대한민국 형법 제289조의 인신매매죄
- 대한민국 형법 제290조 1항의 약취, 유인, 매매 또는 이송된 사람을 상해한 죄
- 대한민국 형법 제291조 1항의 약취, 유인, 매매, 이송된 사람을 살인·치사한 죄
- 대한민국 형법 제292조 1항의 약취, 유인, 매매 또는 이송된 사람을 수수 또는 은닉한 죄

1. ↑  대한민국 형법 제296조의2